# Leen de Beij
Leendert (Leen) de Beij (Gouda, 27 maart 1935 – Meppel, 11 november 2005) was een Nederlands politicus van het CDA.
Hij was wethouder in Meppel voor hij in april 1982 benoemd werd tot burgemeester van de Wijk. Op 1 januari 1998 ging die gemeente op in de nieuwe gemeente De Wolden waarop hij vervroegd met pensioen ging. Eind 2005 overleed De Beij op 70-jarige leeftijd.